# أهاورا
أهاورا (بالإنجليزية: Ahaura) هي مدينة من مدن نيوزيلندا. يبلغ عدد سكانها 390 نسمة وذلك حسب إحصائيات سنة 2006.